# 小行星2084
小行星2084（2084 Okayama）是一颗围绕太阳公转的小行星。1935年2月7日，西維恩·阿蘭德在于克勒发现了此天体。
該小行星以日本岡山縣岡山市命名。
这颗小行星的绝对星等为247.797302759451等。